# Левківський Михайло Вікторович
Миха́йло Ві́кторович Левкі́вський — молодший сержант Збройних сил України.

## З життєпису
У часі війни - оператор-навідник БМП-2. Брав участь у боях за Дебальцеве в складі 4-ї роти 30-ї бригади, 12 лютого 2015-го зазнав важких опіків голови під Логвиновим. В тому бою загинули сержант 30-ї бригади Андрій Браух, зник безвісти старший солдат Микола Сущук.

## Нагороди
За особисту мужність і героїзм, виявлені у захисті державного суверенітету та територіальної цілісності України, вірність військовій присязі під час російсько-української війни
- нагороджений орденом «За мужність» III ступеня (26.2.2015).